# Vêpres grecques
Vous lisez un « article de qualité » labellisé en 2010.
Pour les articles homonymes, voir Vêpres (homonymie).
Première Guerre mondiale
Les vêpres grecques, ou événements de novembre (en grec moderne : Νοεμβριανά / Noemvrianá), sont les combats qui opposent, le 1er décembre (18 novembre julien) 1916, des troupes loyalistes du royaume de Grèce à des forces franco-britanniques débarquées à Athènes afin d’y réquisitionner des armes. Le surnom de « vêpres grecques » donné, en Europe occidentale, au massacre qui s'ensuit fait référence aux « vêpres siciliennes » de 1282, durant lesquelles les troupes du roi angevin Charles Ier furent systématiquement massacrées par la population sicilienne. En Grèce, les combats sont, par contre, appelés « événements de novembre », du fait du maintien du calendrier julien dans le pays.
Dès le début de la Première Guerre mondiale, des tensions très vives se manifestent entre les gouvernements de la Triple-Entente et la Grèce, qui souhaite maintenir sa neutralité durant le conflit. Cependant, c’est la reddition sans condition, en mai 1916, du fort Rupel, une importante place forte grecque située en Macédoine, face aux troupes bulgares, qui conduit au refroidissement des relations entre le royaume hellène et les Alliés. À partir de ce moment, l’Entente, et surtout la France, soupçonne le roi Constantin Ier et son gouvernement d’avoir conclu en secret une alliance avec les puissances centrales et de menacer ainsi l’armée française d'Orient, établie à Thessalonique depuis octobre 1915.
Durant tout l’été 1916, des négociations diplomatiques sont entreprises entre Athènes et l’Entente, qui demande au roi de lui remettre l’équivalent des armes capturées par les Bulgares au fort Rupel. Cependant, l’échec des négociations et l’occupation d’une partie de la Macédoine par l’armée bulgare favorisent la proclamation d’un gouvernement de défense nationale par l’ancien Premier ministre grec pro-Alliés Elefthérios Venizélos, à Thessalonique. Le soutien des Alliés à l'homme politique crétois provoque le « Schisme national », une guerre civile larvée entre monarchistes pacifistes neutralistes, et vénizélistes bellicistes pro-Alliés.
Malgré tout, fin octobre, un accord secret est signé entre le gouvernement de Constantin Ier et la diplomatie alliée. Des pressions de l’état-major royaliste et la maladresse des vénizélistes conduisent toutefois le souverain à renoncer à l’accord. Toujours désireux de récupérer les armes exigées, le vice-amiral Louis Dartige du Fournet débarque à Athènes à la tête d'un petit contingent franco-britannique, le 1er décembre (18 novembre julien) 1916. Les troupes de l’Entente sont alors accueillies par un feu nourri des troupes royales grecques. Après une journée de combats, un compromis est trouvé entre les belligérants et les survivants, qui rembarquent pacifiquement. Le départ des Alliés déclenche, durant trois jours, une féroce répression contre les vénizélistes dans la capitale hellénique.
Sur le front macédonien comme à Paris et à Londres, les conséquences de ces « vêpres » ne se font pas attendre. Louis Dartige du Fournet est ainsi démis de ses fonctions tandis qu’un blocus naval très strict est imposé à la Grèce. Surtout, le gouvernement de défense nationale de Venizélos est en partie reconnu par les Alliés. Enfin, à Londres, le Premier ministre Herbert Henry Asquith et une partie de son cabinet démissionnent le 5 décembre tandis qu’à Paris, un important remaniement ministériel est opéré le 12.

## Contexte: une neutralité difficile

### De l'Expédition de Salonique à la reddition du Fort Rupel

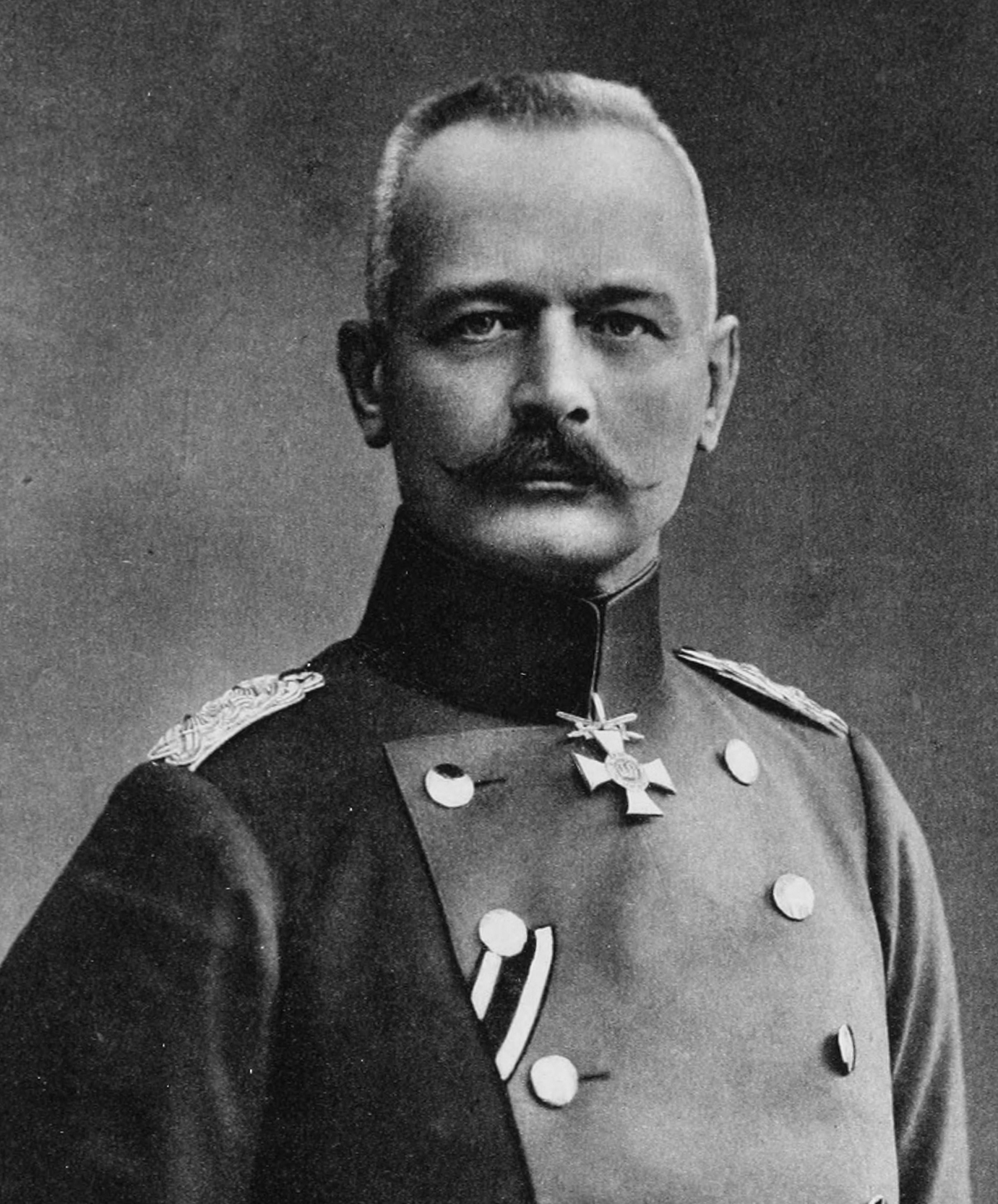
Le général allemand Erich von Falkenhayn en 1913.

Après le débarquement et l'installation des troupes de l'Entente à Thessalonique en octobre 1915, l’avancée des forces du général Maurice Sarrail vers la frontière gréco-bulgare cause un certain trouble au commandement suprême allemand qui craint qu’elles ne viennent renforcer l'armée serbe en déroute. Le chef d’État-major des puissances centrales Erich von Falkenhayn décide alors d’occuper une série de positions stratégiques situées en territoire grec, parmi lesquelles le Fort Rupel, sur le Strymon.
Le 9 mai 1916, Falkenhayn avertit Athènes de l’imminence d’une avancée germano-bulgare en Macédoine mais le gouvernement hellénique tente de lui faire abandonner son projet en minimisant l’importance des forces de Sarrail. Le 23 mai, Falkenhayn garantit à Athènes le respect de l’intégrité de son territoire et le respect des droits de ses citoyens. Trois jours plus tard, en dépit des protestations officielles du gouvernement grec, 25 000 Bulgares franchissent la frontière et pénètrent en territoire grec. Les forces hellènes du Fort Rupel se rendent sans combattre et leur matériel de guerre est confisqué par les forces germano-bulgares,. Cependant, malgré les assurances allemandes, les Bulgares cherchent à s’emparer des villes de la région et, le 4 septembre, Kavála tombe entre leurs mains,.

### Les réactions de l'Entente et de Venizélos
La reddition du Fort Rupel cause une impression déplorable, tant chez les vénizélistes que dans les opinions publiques de l’Entente. De fait, les Alliés sont convaincus que l’avancée des forces germano-bulgares en Thrace ne peut être que le fruit d’un accord secret passé entre Constantin Ier et les gouvernements de la Triplice. Dans les journaux de l’Entente, et tout spécialement en France, des voix exigent une réaction sévère afin de punir Athènes de sa trahison et de protéger l’armée d’Orient.

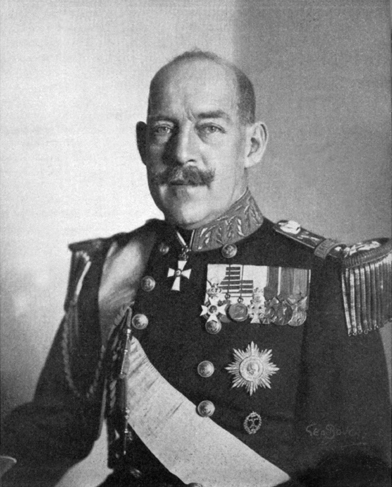
Le roi Constantin Ier de Grèce vers 1913.

Pour Venizélos et ses partisans, la reddition sans condition du Fort Rupel constitue les prémisses d’un grignotage de la Macédoine grecque par les forces bulgares. Le 29 mai, l’ancien Premier ministre propose aux ambassadeurs anglais et français à Athènes, Sir Francis Elliot et Jean Guillemin, de se rendre à Thessalonique avec le général Panagiótis Danglís afin d’y établir un gouvernement provisoire et de mobiliser l’armée contre Sofia. Conscient du soutien dont bénéficie Constantin Ier auprès des cours de Londres et de Saint-Pétersbourg, Venizélos assure les Alliés qu’il ne désire mener aucune action contre le souverain et sa dynastie. Selon Elliot, il est même persuadé que le « succès de son action et les pressions de l’opinion publique [grecque] pourraient au dernier moment convertir sa Majesté ». Mais la proposition de Venizélos est rejetée par Aristide Briand, qui craint d'indisposer Londres en affaiblissant la famille royale de Grèce,.
Les 8 et 9 juin, une conférence inter-alliés est réunie à Londres pour décider des sanctions à prendre contre la Grèce. Demande est alors faite à Constantin d'organiser de nouvelles élections et de démobiliser l’armée et la marine helléniques afin de se prémunir contre un retournement d’Athènes en faveur des puissances centrales,. Mais, anticipant les vœux de l’Entente, Constantin Ier ordonne une démobilisation partielle de son armée dès le 8 juin. Malgré tout, les tensions entre Athènes et les Alliés se poursuivent et des activités pro-allemandes sont menées en Grèce sans que le gouvernement réagisse. Les 12 et 13 juin 1916, des émeutiers saccagent ainsi les bureaux des journaux vénizélistes Nea Ellas, Patris, Ethnos, et Estia avant de se diriger vers la légation britannique. Or, la police ne fait aucun effort pour disperser la foule et nulle mesure n’est prise contre les responsables des destructions.
Tous ces désordres servent de prétexte à la France pour pousser Londres à réagir plus vigoureusement contre la Grèce. Déçu par l'attitude d'Athènes, le Royaume-Uni décide, le 17 juin, « qu’il est absolument nécessaire de faire quelque chose pour ramener le roi de Grèce et son gouvernement à la raison ».

### La mise en place du gouvernement de défense nationale

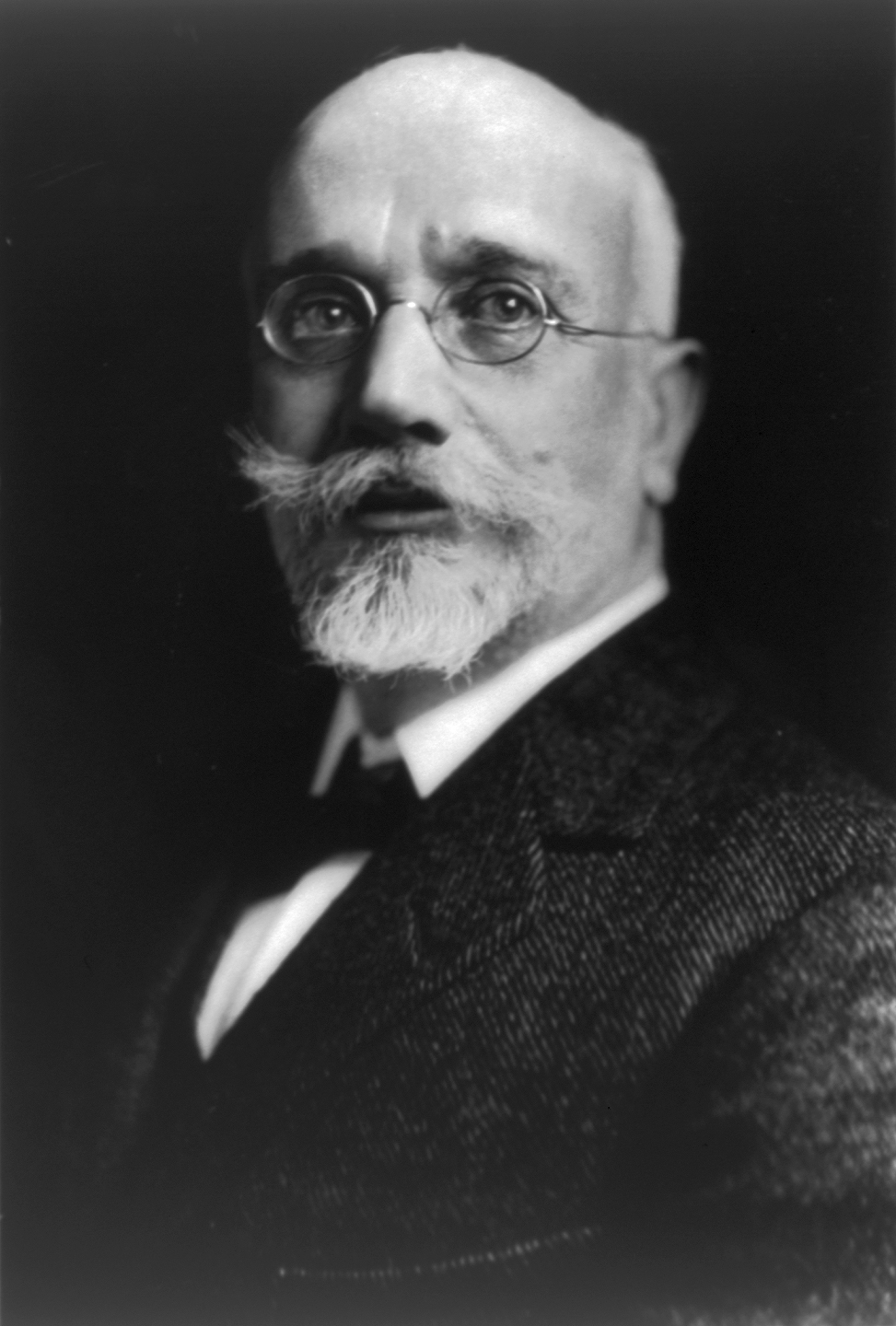
Elefthérios Venizélos en 1919.

Le 27 août 1916, Elefthérios Venizélos profite d’une manifestation de ses partisans à Athènes pour proclamer sa complète opposition à la politique mise en place par Constantin Ier. L’ancien Premier ministre déclare alors que le roi est victime de mauvais conseillers qui cherchent à remettre en cause les fruits de la révolte de Goudi. Il implore le souverain de rester au-dessus de la vie politique et d’assurer une neutralité bienveillante envers l’Entente. Venizélos termine ensuite son discours par des mots lourds de menace : « Si cette proposition ne conduit pas au succès, alors il y a d’autres moyens de protéger le pays d’une complète catastrophe ». Mais le roi refuse de recevoir la délégation des manifestants et il n’accepte absolument aucun compromis avec l'opposition.
Deux jours plus tard, des officiers vénizélistes organisent un coup d'État militaire à Thessalonique et mettent en place un gouvernement de défense nationale avec le concours du général Maurice Sarrail : c'est le début du Schisme national. Soutenu officieusement par les puissances de l’Entente, ce contre-gouvernement n’obtient cependant pas leur reconnaissance officielle du fait de l'opposition des Cours de Londres, de Saint-Pétersbourg et de Rome. Quant à Venizélos, il considère d'abord que le soulèvement est prématuré dans la mesure où il ne bénéficie pas d’un soutien populaire assez fort. L'homme politique finit malgré tout par accepter de former un gouvernement provisoire à Thessalonique en compagnie de l’amiral Pávlos Koundouriótis et du général Panagiótis Danglís. Le triumvirat débarque alors dans la ville le 9 octobre.
La Grèce et son opinion publique sont désormais coupées en deux avec, au Nord, en Crète et en Égée, le gouvernement provisoire de Venizélos et, au Sud, le gouvernement monarchiste de Constantin Ier. Entre les deux, les Alliés occupent une zone neutre dans le but d'éviter la guerre civile qui menace.

## À la recherche d'une solution diplomatique

### L'accord entre ConstantinIeret Paul Bénazet
Les mois suivant la proclamation du gouvernement provisoire à Thessalonique, les négociations entre les Alliés et le roi Constantin s’intensifient. Par la voix du député français Paul Bénazet, l’Entente demande au souverain une démobilisation totale de son armée et l’évacuation de la Thessalie afin de garantir la sécurité de l’armée d’Orient. De son côté, Constantin exige des Alliés qu’ils ne reconnaissent pas le gouvernement de défense nationale, qu’ils respectent l’intégrité territoriale et la neutralité de la Grèce et qu’ils rendent au pays tout le matériel qu’il leur aura confié après la fin des hostilités. Après plusieurs semaines de négociations infructueuses, Bénazet a la surprise, le 23 octobre, de voir le souverain accepter les conditions de l’Entente. Non seulement Constantin Ier accepte d’évacuer la Thessalie mais il propose en outre de remettre aux Alliés la majeure partie de son matériel militaire ainsi que l’intégralité de sa flotte avec toutes ses munitions. Le souverain demande seulement en échange que l’accord soit gardé secret afin de ne pas exposer la Grèce au risque d’une attaque des puissances centrales.

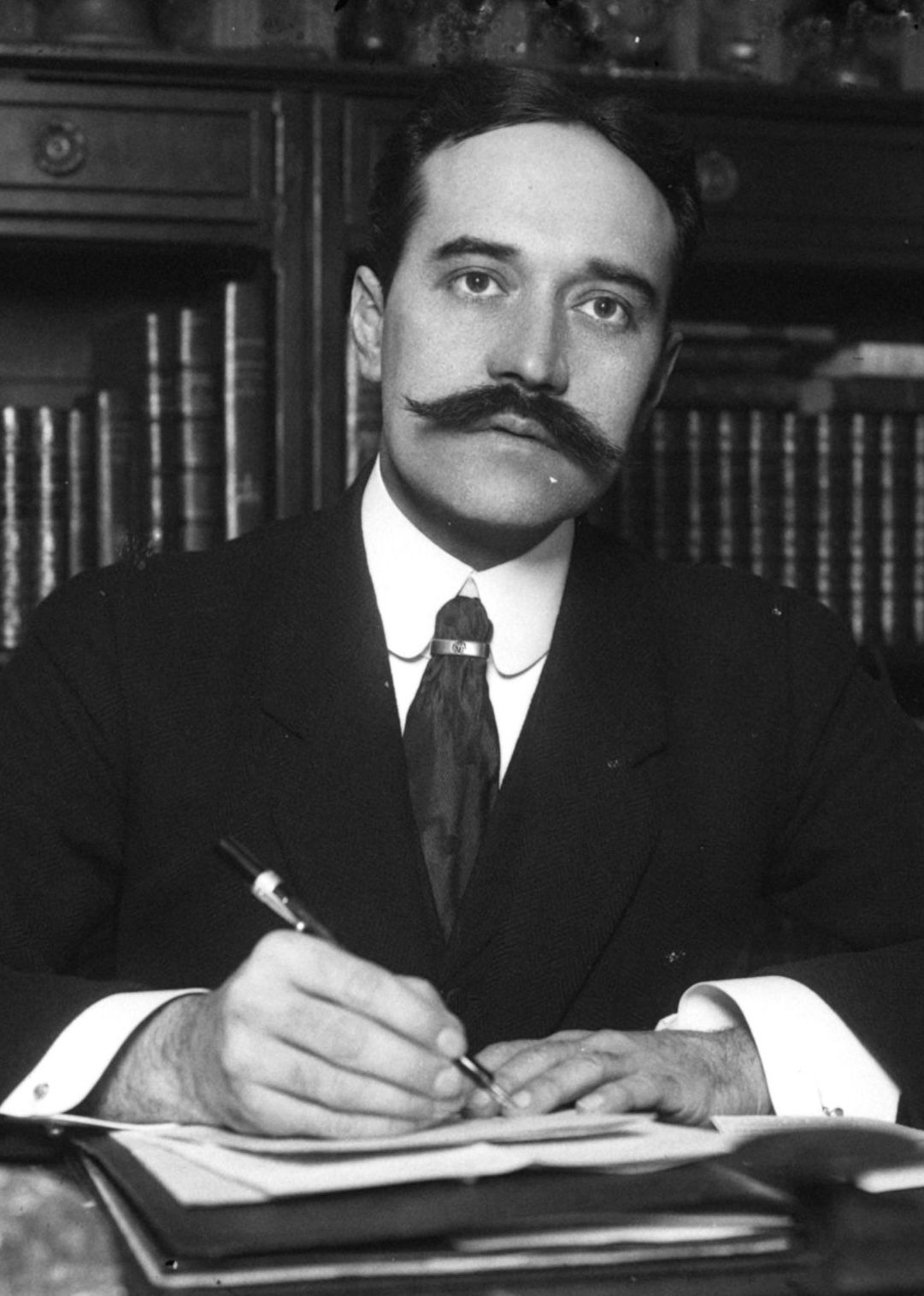
Le député français Paul Bénazet en 1913.

L’accord entre Bénazet et le roi est confirmé par les ambassadeurs de France et de Grande-Bretagne le 25 octobre et, le lendemain, le commandant-en-chef des Alliés, le vice-amiral Louis Dartige du Fournet, est reçu en audience par le roi. Quelques jours plus tard, le 3 novembre, Dartige du Fournet prend prétexte de la destruction de deux navires marchands hellènes par un sous-marin allemand pour demander la reddition des vaisseaux de guerre grecs et l’occupation de l’arsenal de Salamine par les troupes françaises. Athènes proteste vigoureusement mais, le 7 novembre, le désarmement partiel de la plupart des navires de guerre grecs commence tandis que les Alliés s’emparent de 30 vaisseaux légers. Trois semaines plus tard, les Français prennent complètement possession de la base navale de Salamine et commencent à utiliser les navires grecs pour leur propre compte, avec des équipages français,,.
Cependant, l’accord entre Constantin et Bénazet fait long feu. Selon l’historien G. B. Leon, les raisons en seraient la crainte du roi de voir le gouvernement de défense nationale gagner en importance après l'occupation, par les vénizélistes, de nouveaux territoires au sud de Salonique (comme Kateríni, occupée avec l’accord de Sarrail le 2 novembre). Une autre raison du changement d’attitude du roi serait liée au refus de ses conseillers d’accepter le désarmement et à leurs pressions pour qu’il renonce à l’accord.
L’attitude de Venizélos n’est d'ailleurs pas sans soulever les critiques chez les Alliés, qui lui reprochent d’avoir compromis l’alliance avec Athènes en prenant Katerini. Pourtant, selon Leon, l’avancée des vénizélistes en direction de cette ville aurait été planifiée dès le 14 octobre, autrement dit longtemps avant la réalisation de l’accord entre le roi et Bénazet. Leon conclut que l’attaque aurait en fait été motivée par la crainte des vénizélistes que le gouvernement d’Athènes ne cherche à paralyser l’administration du Nord en y promouvant la subversion.

### Dernières tractations diplomatiques

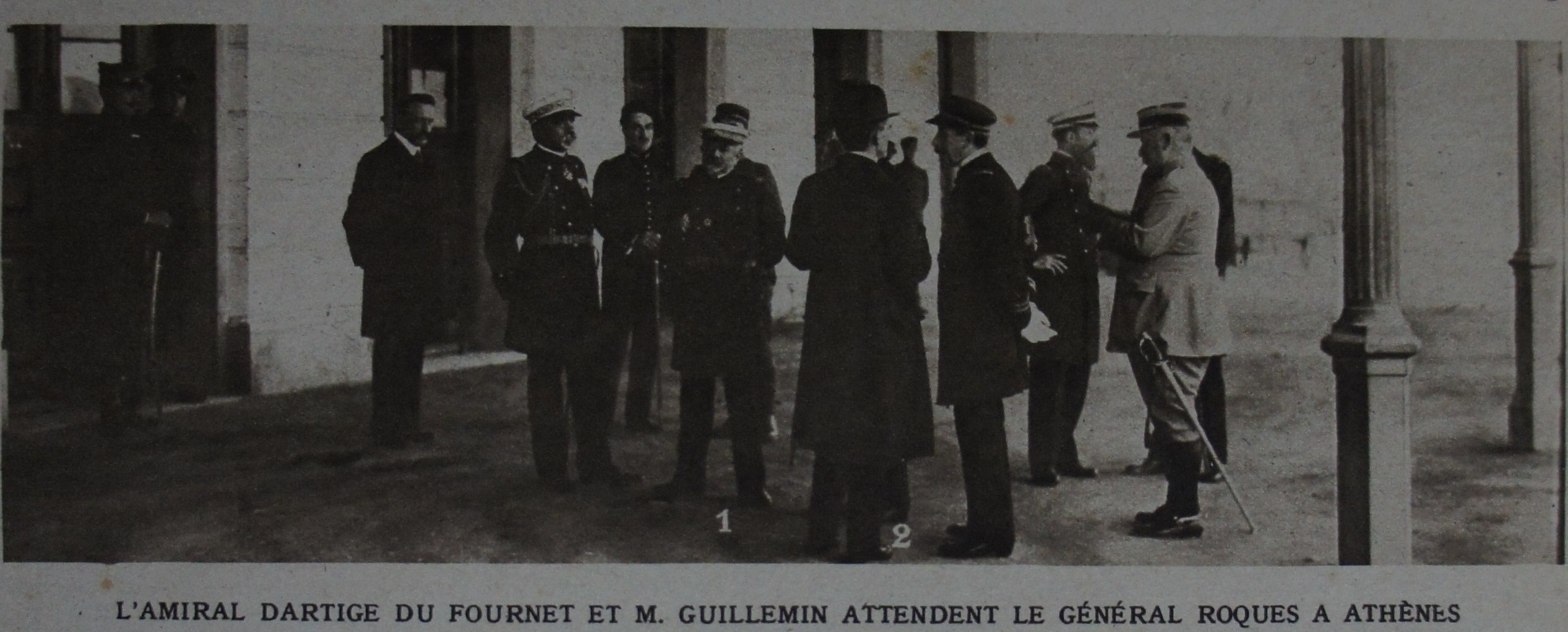
Dartige du Fournet, M. Villemin avec le ministre de la guerre Roques à Athènes, Le Miroir, novembre 1916.

La prise de la flotte grecque par les Français et l’invasion de Kateríni par les vénizélistes provoquent de nouvelles tensions à Athènes et font naître d’autres manifestations contre les Alliés. De fait, les multiples violations de la neutralité grecque par les Franco-britanniques durant l’année 1916 (et surtout lors de l’occupation de Corfou, en janvier) ont profondément offensé l’honneur national hellène et, par ricochet, augmenté la popularité de Constantin Ier, surtout en « vieille Grèce ». En dépit des promesses du roi à Bénazet et à d’autres représentants de l’Entente, les officiers grecs dépendant d’Athènes qui demandent à rejoindre le gouvernement provisoire du Nord dans le but d’y combattre les Bulgares sont emprisonnés pour « désertion dans la rébellion ». En outre, un mouvement décidé à empêcher le pouvoir de désarmer et de livrer son matériel militaire aux Alliés grandit, à Athènes, parmi les officiers de second rang conduits par Ioánnis Metaxás et Sofoklís Doúsmanis.

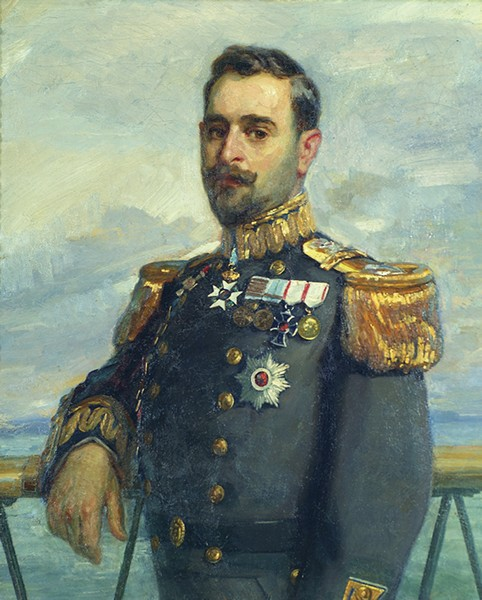
Portrait de l'officier Sofoklis Dousmanis par Georgios Roilos (années 1910).

Malgré le mécontentement du gouvernement athénien, l’Entente continue à exiger du roi qu’il lui livre des armes. Le 16 novembre, Dartige du Fournet demande ainsi la remise de 16 batteries de campagne avec 1 000 obus par pièce, 16 batteries de montagne également pourvues, 40 000 fusils Mannlicher, avec 220 cartouches par fusil, 140 mitrailleuses ainsi que 50 voitures de transport. Le vice-amiral exige en outre, comme preuve de bonne volonté, la remise immédiate de dix batteries de montagnes à ses troupes.
Devant le refus des Grecs d'accéder à sa requête, Dartige du Fournet expulse d'Athènes les représentations diplomatiques des puissances centrales le 23 novembre et lance à la Grèce un dernier ultimatum le lendemain. Prenant fin le 1er décembre, celui-ci réitère les mêmes exigences mais est assorti d'une menace d'invasion de la capitale,, ce que les ordres reçus par l'amiral ne permettent normalement pas. Le roi lui répond alors que son peuple et son armée le pressent de ne pas accepter le désarmement et refuse de prendre de nouveaux engagements.
En dépit de la gravité de la situation, Athènes et l’Entente laissent ensuite les événements suivre leur propre cours. Le 26 novembre, le gouvernement loyaliste rejette officiellement les demandes de l’amiral. Une résistance armée se met en place dans la capitale, constituée de soldats et de membres de la milice royaliste (les « epistratoi ») composée principalement de réservistes. Au total, 20 000 hommes sont ainsi mobilisés pour défendre la capitale hellénique,. Ils se déploient dans toutes les positions stratégiques avec l’ordre de ne pas tirer les premiers. En face, les représentants de l’Entente, et surtout Dartige du Fournet, sont convaincus que le gouvernement grec est en train de bluffer et qu’il est en fait disposé à rendre les armes.

## Le déclenchement des«vêpres»

### La bataille d'Athènes
À 5 heures du matin, le 1er décembre (18 novembre julien), l’Entente débarque au Pirée 1 200 marins français, britanniques et italiens, qui prennent la direction de la capitale,. Peu avant le débarquement, Constantin Ier a envoyé à Dartige du Fournet son maréchal du palais afin de lui faire savoir une dernière fois son refus de lui remettre les armes demandées par l’Entente. Mais, sûr de lui, le vice-amiral a seulement répondu à l’émissaire que son ultimatum expirait à minuit.

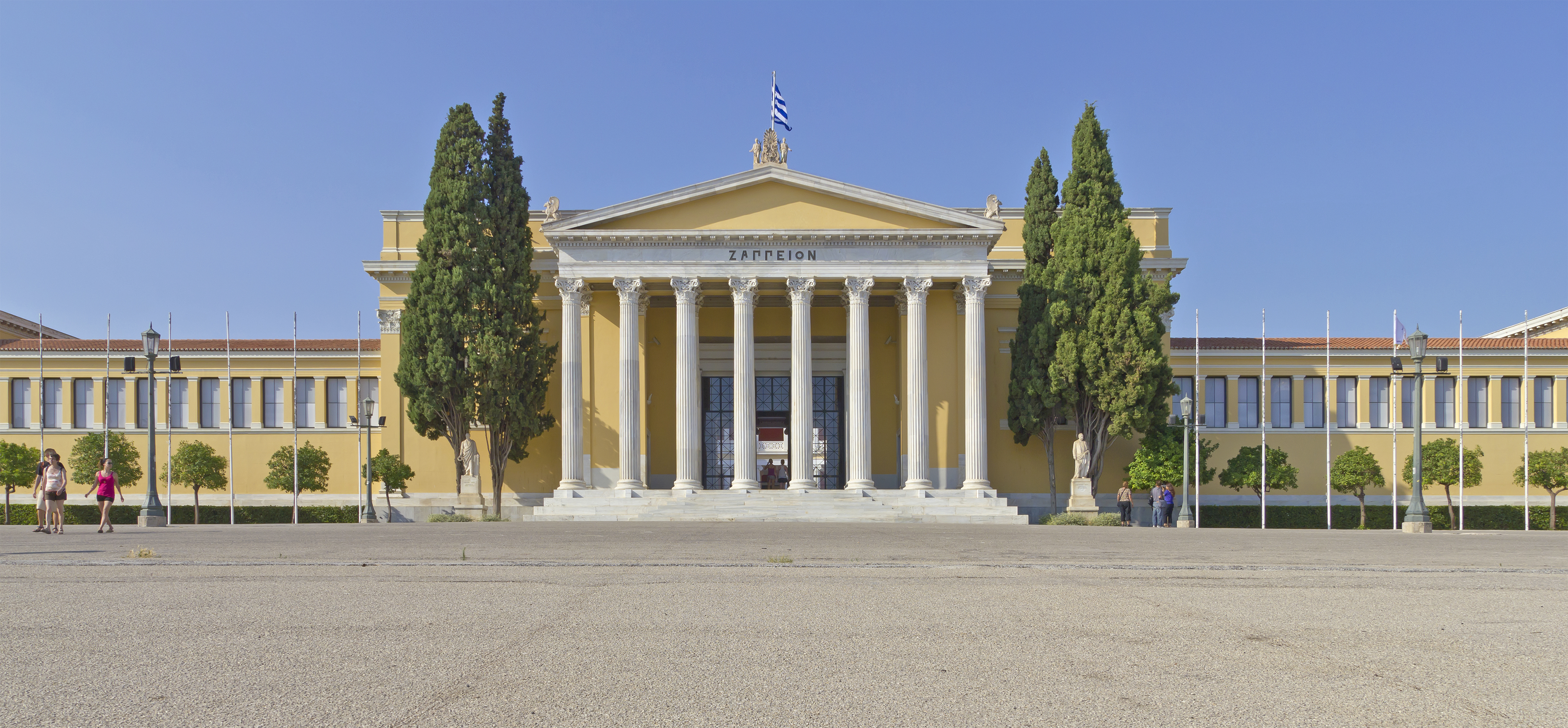
Le Zappéion, lieu de retranchement du vice-amiral Dartige du Fournet pendant l'attaque grecque.
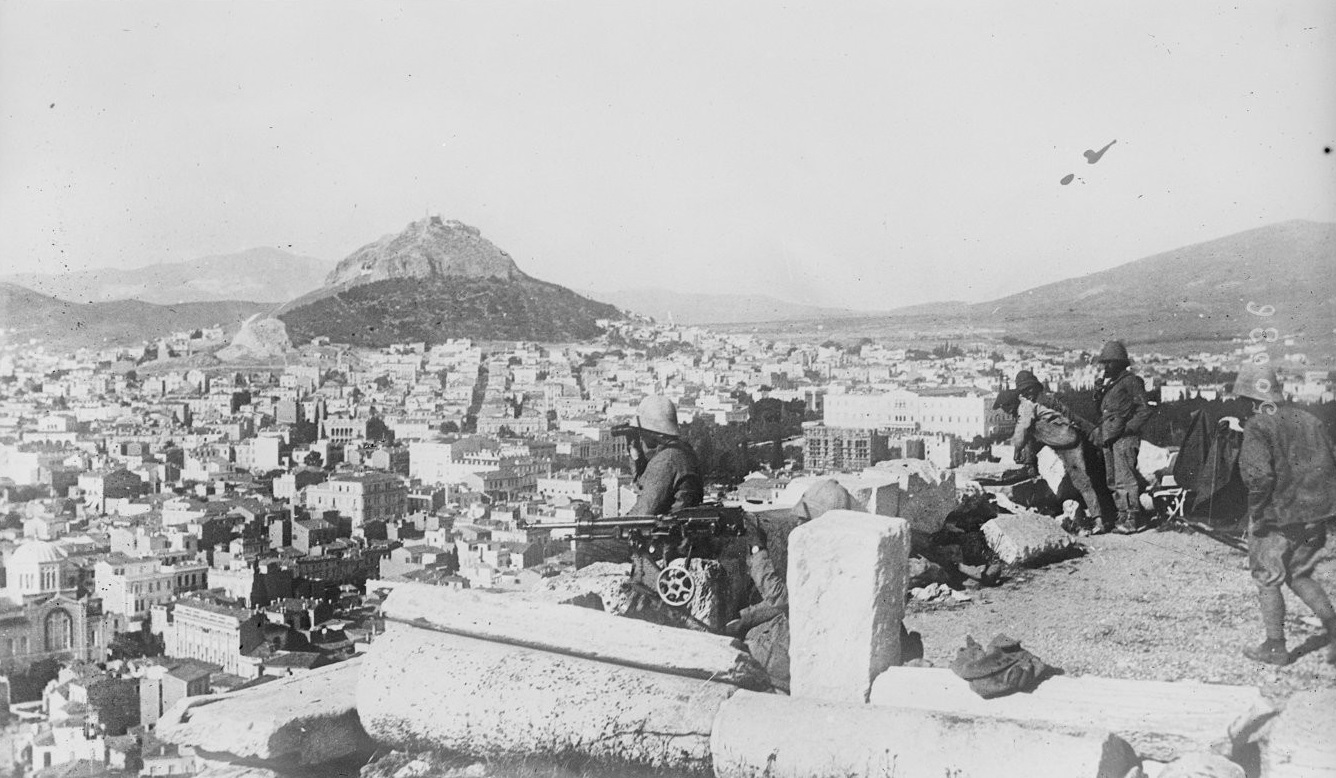
artillerie française sur les hauteurs d'Athènes.

Peu à peu, les soldats de l’Entente atteignent les positions stratégiques qui leur ont été indiquées par Dartige du Fournet mais ils ont cependant la surprise de les trouver déjà occupées par des soldats grecs . Durant près de deux heures, les deux forces se jaugent sans tirer. Mais, en milieu de matinée, un coup de feu retentit et la « bataille d’Athènes » commence, sans qu’il soit possible de dire quel camp l’a entamée,.
Une fois les combats déclenchés, l’ambassadeur de Russie se rend au palais royal, rejoint par les autres ambassadeurs de l’Entente. Désireux de mettre fin aux combats, le roi leur propose une solution de compromis et le vice-amiral, qui manque de troupes et de munitions, accepte rapidement l’offre qui lui est faite par leur intermédiaire. Pourtant, les combats reprennent avant qu’un accord soit obtenu. Les batteries grecques placées sur la colline d’Arditos tirent en effet sur l’entrée du Zappéion, où le commandant des forces de l’Entente assiégés par une foule de quelque 10 000 civils grecs qui menacent également les ambassades a établi son quartier général. En conséquence, l’escadre alliée située près de Phalère bombarde différents quartiers de la capitale et principalement ceux situés autour du stade panathénaïque et du palais royal,. Les pourparlers reprennent et un compromis est atteint. Constantin Ier accepte alors de remettre à Dartige du Fournet six batteries de montagne au lieu des dix que demandait le vice-amiral,.
En fin d’après-midi, les combats se terminent. L’Entente compte 194 morts et blessés, les Grecs 82 (plus un nombre inconnu de victimes civiles),. Humiliées par cet échec, les forces alliées évacuent la capitale grecque tôt dans la matinée du 2 décembre.

### Le rôle des vénizélistes

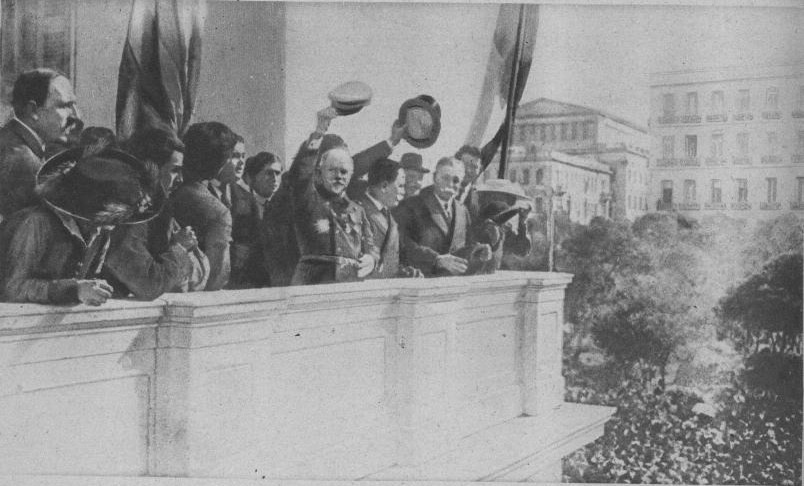
Le vice-amiral Louis Dartige du Fournet au balcon, au Pirée. Le Miroir du 26 novembre 1916.

Le rôle des vénizélistes dans la bataille a été intensément débattu. Selon Louis Dartige du Fournet, les forces de l’Entente reçoivent, pendant les combats, le soutien d’un grand nombre de partisans de l’ancien Premier ministre armés secrètement. Retranchés dans des bâtiments athéniens, ils attaquent les unités grecques qui passent à leur portée. Pour l’amiral, les vénizélistes auraient d’ailleurs été si nombreux qu’il aurait eu le sentiment d’assister là à un épisode d’une guerre civile.
Selon certaines sources comme G. F. Abbott, les fidèles de Venizélos continuent à combattre les loyalistes jusqu’au 2 décembre, avant de cesser le feu ou de capituler. Les forces loyalistes découvrent alors parmi eux d’importantes quantités d’armes et de munitions, dont certaines toujours enveloppées dans les toiles françaises qui avaient servi à leur livraison. Les rebelles sont ensuite conduits en prison, non sans que des foules en furie essaient de les lyncher sur leur passage.
Cependant, d’autres témoins des « vêpres grecques » nient la présence de volontaires vénizélistes aux côtés des combattants de l’Entente. L’historien monarchiste Pavlos Karolidis écrit ainsi qu’aucun vénizéliste n’a soutenu les forces franco-britanniques durant la bataille et qu’après les raids qui ont suivi dans les demeures des élites vénizélistes, aucune arme n’a été trouvée par la police royale, à part quelques rares couteaux.

### La répression contre les vénizélistes
Réel ou non, le soutien des vénizélistes aux troupes de l’Entente provoque un vent de colère dans les milieux monarchistes de la capitale hellénique. Des foules loyalistes s’abattent alors sur toute la ville, saccageant les maisons et les commerces des vénizélistes durant trois jours et tuant trente-cinq personnes. D’après S. M. Chester, la majorité des victimes de ces violences sont des réfugiés d’Asie mineure. Des centaines d’entre eux sont emprisonnés et gardés à l'isolement. Pour Karolidis, l’arrestation de certains vénizélistes de premier plan, comme le maire d’Athènes Emmanuel Benákis, est une honte.
Selon Seligman, il faut ensuite attendre quarante-cinq jours pour que les prisonniers vénizélistes soient libérés, grâce à un nouvel ultimatum de l’Entente accepté le 16 janvier. G. F. Abbot affirme que, durant la nuit où les marins de l’Entente ont quitté la capitale, plusieurs criminels à la solde des services secrets français et britanniques auraient fui la capitale que, d'après lui, ils terrorisaient depuis presque un an.

## Un événement aux conséquences multiples

### Sur le front macédonien et en Grèce

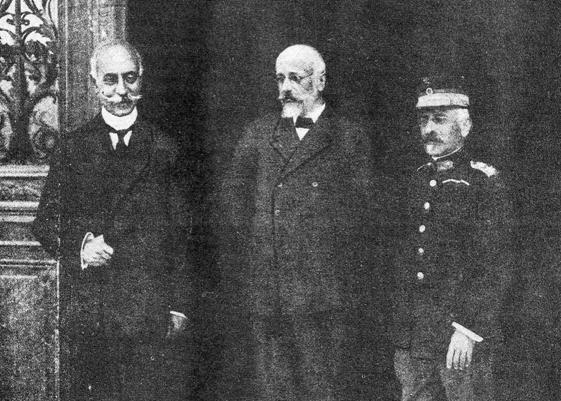
L'amiral Pávlos Koundouriótis, Venizélos et le général Danglis, chefs du gouvernement de défense nationale.

Après cette humiliante défaite, le vice-amiral Dartige du Fournet est relevé de ses fonctions. Mais, peu désireux de risquer un nouveau fiasco, les Alliés se contentent de faire subir au pays un blocus naval très étroit, causant ainsi d’importantes restrictions alimentaires en Grèce du sud.
Surtout, dès le 2 décembre 1916, en réponse aux événements de la veille, la France et le Royaume-Uni donnent un début de reconnaissance au gouvernement de défense nationale d’Elefthérios Venizélos, officialisant ainsi la division opérée par le Schisme national,. Satisfait de cette évolution, le gouvernement de défense nationale déclare, le 7 décembre, la guerre aux puissances centrales,,. En représailles, un mandat d’arrestation est lancé par le pouvoir royal contre Venizélos tandis que l’archevêque-primat Théoclète Ier d’Athènes excommunie l’ancien Premier ministre,.

### En France et au Royaume-Uni

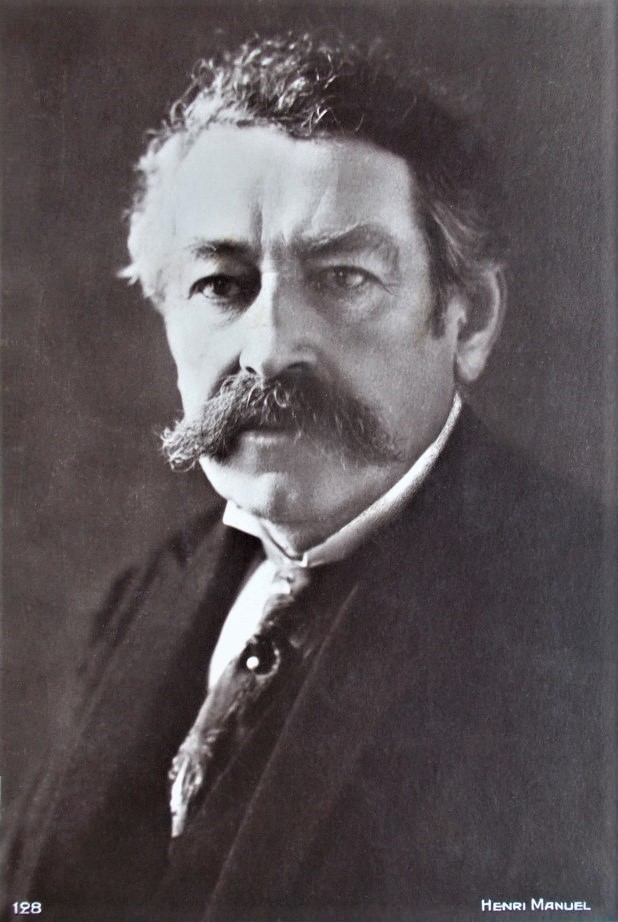
Le président du Conseil français Aristide Briand.

En France, le président du conseil Aristide Briand, qui a longtemps soutenu l’idée d’une réconciliation entre Elefthérios Venizélos et le roi Constantin Ier, est directement menacé par les événements d’Athènes et une réorganisation de son gouvernement doit être opérée le 12 décembre sous la pression de l’opinion publique et de la Chambre.
En Grande-Bretagne, les conséquences de la défaite alliée ne sont pas moins importantes. Trois jours après les « vêpres », le Premier ministre Herbert Henry Asquith et le ministre des Affaires étrangères Edward Grey remettent leur démission au roi Georges V et sont respectivement remplacés par David Lloyd George et Arthur Balfour. Pour la Grèce, ce changement dans le cabinet a une grande importance puisque Lloyd George est un fervent admirateur de Venizélos et qu’il s’intéresse tout particulièrement à la question d'Orient.

## Lieu de mémoire

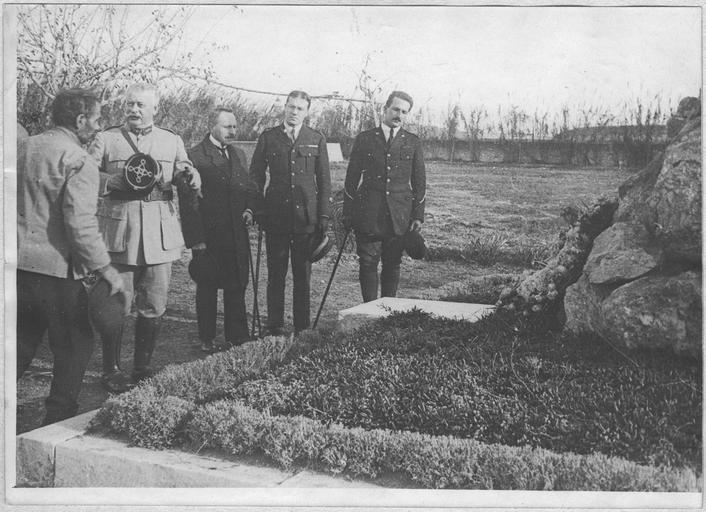
Monument français en novembre 1917.

Après les « vêpres », les corps des 54 soldats français tués durant les combats sont enterrés au cimetière Anastaseos (cimetière de la Résurrection) de la commune de Keratsini, près du Pirée, dans un carré réservé à la France à l’intérieur du cimetière catholique. En 1922, les corps sont rapatriés en France.
Il subsiste aujourd’hui dans le cimetière une stèle commémorative qui ne porte que 43 des noms des 54 victimes. Chaque année, le 2 novembre, les catholiques grecs y célèbrent une cérémonie à leur mémoire.